# Aurèle Joliat
Aurèle Émile Joliat (* 29. August 1901 in Ottawa, Ontario; † 2. Januar 1986 ebenda) war ein kanadischer Eishockeyspieler, der von 1922 bis 1938 für die Montréal Canadiens in der National Hockey League spielte.

## Karriere
Seine ersten sportlichen Erfolge hatte Joliat beim Football als Fullback in Ottawa und Regina. Nach einem Beinbruch wechselte er zum Eishockey, das der Kanadier auf dem zugefrorenen Rideau River gemeinsam mit Billy Boucher und Frank Boucher erlernt hatte, und spielte unter anderem in Saskatoon. Von dort verpflichteten ihn die Canadiens in einem umstrittenen Tauschhandel für den damaligen Superstar Newsy Lalonde. Der kleine Mann, der die Spitznamen „Mighty Atom“ und „Little Giant“ hatte, konnte an der Seite von Mittelstürmer Howie Morenz bald den Erwartungen gerecht werden.
Das Duo galt als eines der offensivstärksten der NHL-Geschichte. Eine der besonderen Stärken Joliat's war seine Kombination aus Schnelligkeit und vergleichsweise kleiner Statur, was es den Gegenspielern erschwerte ihn auf dem Eis zu bremsen. 1924, 1930 und 1931 gewann der linke Flügelspieler drei Mal den Stanley Cup. Beim ersten Stanley-Cup-Gewinn 1924 hatte Joliat gemeinsam mit Morenz sowie Flügelstürmer Billy Boucher eine Angriffsreihe gebildet, die entscheidend am Titelgewinn beteiligt war. In der Saison 1924/25 erreichte Joliat mit 29 Toren in der regulären Saison seinen Karriererekord.
1947 wurde er mit der Aufnahme in die Hockey Hall of Fame geehrt. In die Canada’s Sports Hall of Fame und Ottawa Sports Hall of Fame wurde er ebenfalls induktiert.

## Sportliche Erfolge
- Stanley Cup: 1924, 1930 und 1931

### Persönliche Auszeichnungen
- NHL First All-Star Team: 1931
- NHL Second All-Star Team: 1932, 1934 und 1935
- Hart Memorial Trophy: 1934